# General Atomics ALTUS
Il General Atomics ALTUS è un velivolo sperimentale a pilotaggio remoto sviluppato dall'azienda statunitense General Atomics Aeronautical Systems (GA-ASI) in collaborazione con la NASA.
La GA-ASI ha costruito due esemplari dell'ALTUS: l'ALTUS I, equipaggiato con un turbocompressore monostadio, per la Naval Postgraduate School, e l'ALTUS II, con turbocompressore a doppio stadio, per la NASA nell'ambito del progetto ERAST.

## ALTUS I
Altus I effettuò una serie di voli nell'estate del 1997 dal Dryden Flight Research Center (DFRC), raggiungendo i 43 500 ft, pari a 13 259 m, mentre trasportava un carico di 300 lb (136 kg), un record per un aeromobile alimentato da un motore a pistoni con turbocompressore monostadio.

## ALTUS II
Altus II è stato sviluppato per essere un banco di prova per le future tecnologie che porteranno poi allo sviluppo degli aerei a pilotaggio remoto più recenti come i velivoli MQ-1 e MQ-9 sviluppati sempre da "GA-ASI". L'aereo è stato creato come variante civile del Predator A; il velivolo, benché sia somigliante alla controparte militare, è caratterizzato da un'apertura alare maggiore ed è stato progettato per il trasporto di attrezzature per la ricerca scientifica atmosferica al posto delle attrezzature militari trasportate dal Predator.
Si potevano trasportare fino a 150 kg di sensori e altra strumentazione scientifica nel vano di carico posto sulla parte anteriore del velivolo; questa soluzione permetteva ai sensori di catturare l'aria senza risentire del calore e dei gas di scarico del motore.
Il primo volo di Altus è avvenuto il 1º maggio 1996 con un motore Rotax 912 a quattro cilindri alimentati a benzina e potenziato da un turbocompressore a singolo stadio, raggiungendo quota 37 000 ft nel corso della sua prima serie di voli dal DFRC nell'agosto del 1996.
Dopo importanti modifiche e aggiornamenti, tra cui l'aggiunta di un turbocompressore a doppio stadio al posto dell'unità a singolo stadio originale, un serbatoio maggiorato e un intercooler aggiuntivo l'aereo tornò a volare nell'estate del 1998.
Nel settembre del 2001, Altus II viene utilizzato per una dimostrazione di capacità di rilevamento di immagini di calore in tempo reale a distanza.
Nell'estate del 2002 Altus II è stato coinvolto in un esperimento al fine di raccogliere misurazioni elettriche e elettromagnetiche che potrebbero aiutare gli scienziati nella comprensione dello sviluppo dei temporali, consentendo contemporaneamente ai meteorologi di prevedere con maggiore precisione quando le perturbazioni potrebbero colpire.

## Tappe del progetto
- 5 settembre 1996 Altus raggiunge quota 37 000 piedi mantenendoli per una durata di 2 ore
- Ottobre 1996 Altus stabilisce il record di durata in volo per un UAV, trasportando un carico utile per 26 ore
- Estate 1997 Altus raggiunge quota 43 500 piedi durante un volo di prova
- Primavera 1998 Altus torna a volare dopo essere stato modificato e aggiornato
- Marzo 1999 Altus vola per 3 ore sopra i 55 000 piedi e per 8 ore a 50 000 piedi di altitudine
- 23 luglio 1999 Altus vola per 4 ore a 55 000 piedi